# 1978 في اليابان
فيما يلي قوائم الأحداث التي وقعت خلال عام 1978 في اليابان.

## سياسة

### تعيين في المنصب
- 7 ديسمبر – ماسايوشي أوهيرا رئيس وزراء اليابان.

### انتهاء فترة المنصب
- 7 ديسمبر – تاكيو فوكودا رئيس وزراء اليابان.

## ظهور
- 1 يناير – أنيميج

## برامج ومسلسلات وأنمي
- إيكوسان

## كتب
من الكتب التي صدرت هذه السنة في اليابان:
- 1 يناير – كاندي كاندي من تأليف Kyoko Mizuki [الإنجليزية]‏.

## مواليد

### يناير
- 1 يناير – كاوري أزوه
- 2 يناير – ميغومي تويوغوتشي مؤدّية صوت يابانية.[1]
- 5 يناير – ماسايو هوسونو مؤدّية صوت يابانية.
- 9 يناير – تومونوري هيراياما لاعب كرة قدم ياباني.[2]
- 10 يناير – كاناكو ميتسهاشي[3]
- 13 يناير – تاكاأكي اهارا لاعب كرة قدم ياباني.
- 18 يناير – ريوجي يوكو متسابق دراجات نارية ياباني.
- 19 يناير – توشييا إيشي لاعب كرة قدم ياباني.[4]
- 22 يناير – كينيتشيرو ماتسدا
- 24 يناير – توموكازو ميوجين لاعب كرة قدم ياباني.[5]
- 27 يناير – يوشيوكي كوباياشي لاعب كرة قدم ياباني.[6]

### فبراير
- 2 فبراير – كوتا يوشيهارا لاعب كرة قدم ياباني.[7]
- 19 فبراير – هيرومي هيراتا مؤدّية صوت يابانية.[8]
- 20 فبراير – كيسوكي هادا لاعب كرة قدم ياباني.
- 24 فبراير – ماساتاكا ساكاموتو لاعب كرة قدم ياباني.[9]
- 25 فبراير – يوجي ناكازاوا لاعب كرة قدم ياباني.[10]

### مارس
- 3 مارس – يوكي تاكاهاشي لاعب كرة قدم ياباني.
- 5 مارس – ميتشياسو أوسادا لاعب كرة قدم ياباني.[11]
- 6 مارس – تيروكي كوروب لاعب كرة قدم ياباني.[12]
- 8 مارس – كينغو تسوتسومي لاعب كرة قدم ياباني.[13]
- 8 مارس – يوكا كوماتسو
- 14 مارس – سايكو أوكاموتو لاعبة كرة مضرب يابانية.
- 14 مارس – هاروكي سيتو لاعب كرة قدم ياباني.[14]
- 20 مارس – شينغو سوزوكي لاعب كرة قدم ياباني.[15]
- 31 مارس – يوشيتاكا كاجياما لاعب كرة قدم ياباني.

### أبريل
- 4 أبريل – هيروكي إيإيدزوكا لاعب كرة قدم ياباني.
- 9 أبريل – ماسائكي كوايدو لاعب كرة قدم ياباني.
- 10 أبريل – يوشيهايد نيشيكاوا لاعب كرة قدم ياباني.
- 13 أبريل – ماساميتسو كوباياشي لاعب كرة قدم ياباني.[16]
- 17 أبريل – ساتوشي ياماغوتشي لاعب كرة قدم ياباني.[17]
- 18 أبريل – ريوتا تسوزوكي لاعب كرة قدم ياباني.[18]
- 19 أبريل – توشيهيد ماتسوي لاعب كرة مضرب ياباني.
- 19 أبريل – شينيا يوشيهارا لاعب كرة قدم ياباني.[19]
- 20 أبريل – كونيهيكو تاكيزاوا لاعب كرة قدم ياباني.[20]
- 20 أبريل – ماسانوري إيتو لاعب كرة قدم ياباني.
- 20 أبريل – هيروكي ميهارا لاعب كرة قدم ياباني.[21]
- 23 أبريل – ساوري أوباتا لاعبة كرة مضرب يابانية.
- 24 أبريل – كازوناري أوكاياما لاعب كرة قدم ياباني.[22]
- 24 أبريل – ماساشي ميازاوا لاعب كرة قدم ياباني.
- 25 أبريل – ياسوشي كيتا لاعب كرة قدم ياباني.[23]
- 26 أبريل – شينوسكي تاتشيبانا
- 27 أبريل – ناويا أوميدا لاعب كرة قدم ياباني.[24]
- 29 أبريل – هيرويوكي تازوا لاعب كرة قدم ياباني.
- 30 أبريل – تاكايوشي أونو لاعب كرة قدم ياباني.

### مايو
- 2 مايو – شينغو هوشينو لاعب كرة قدم ياباني.[25]
- 4 مايو – دايسكي أونو
- 10 مايو – ريوجي أراكي لاعب كرة قدم ياباني.
- 12 مايو – هارتاكا أونو لاعب كرة قدم ياباني.[26]
- 12 مايو – يوسكي كوزاكي[27]
- 13 مايو – تاكافومي يوشيموتو لاعب كرة قدم ياباني.[28]
- 13 مايو – جونجي ماجيما
- 13 مايو – يوسوكي كاواكيتا لاعب كرة قدم ياباني.[29]
- 15 مايو – أكيهيرو تابتا لاعب كرة قدم ياباني.[30]
- 15 مايو – هيديكي ساهارا لاعب كرة قدم ياباني.[31]
- 17 مايو – نوريهيرو ياماغيشي لاعب كرة قدم ياباني.[32]
- 18 مايو – هيروشي موريتا لاعب كرة قدم ياباني.[33]
- 19 مايو – كينجي أراي لاعب كرة قدم ياباني.[34]
- 20 مايو – تاكومي هيوم لاعب كرة قدم ياباني.[35]
- 22 مايو – يوشيفومي أونو لاعب كرة قدم ياباني.
- 23 مايو – كوإيتشي سيكيموتو لاعب كرة قدم ياباني.
- 23 مايو – كيجيرو أوزاوا لاعب كرة قدم ياباني.
- 23 مايو – هيدياكي كيتاجيما لاعب كرة قدم ياباني.[36]
- 25 مايو – نوبوهيرو ناإيتو لاعب كرة قدم ياباني.
- 26 مايو – جيرو يابيه لاعب كرة قدم ياباني.[37]
- 28 مايو – توموهيكو إيتو لاعب كرة قدم ياباني.[38]
- 30 مايو – تيتسو ياماتو لاعب كرة قدم ياباني.

### يونيو
- 1 يونيو – شينيا يابوساكي لاعب كرة قدم ياباني.
- 3 يونيو – ريوجي إيشينو لاعب كرة قدم ياباني.
- 4 يونيو – هيرويوكي كوباياشي لاعب كرة قاعدة ياباني.[39]
- 5 يونيو – تاكاشي سامبونسوج لاعب كرة قدم ياباني.[40]
- 5 يونيو – تاكاشي سيكي لاعب كرة قدم ياباني.[41]
- 5 يونيو – تاكايوكي كوندو مؤدّي صوت ياباني.
- 6 يونيو – ناأوكي ماتسوشيتا لاعب كرة قدم ياباني.
- 15 يونيو – يويا ماتسوأوكا لاعب كرة قدم ياباني.
- 19 يونيو – أسوكا تاني مؤدّية صوت يابانية.
- 23 يونيو – يوكي هامانو لاعب كرة قدم ياباني.[42]
- 24 يونيو – شونسوكي ناكامورا لاعب كرة قدم ياباني.[43]
- 26 يونيو – ريو فوكودمي لاعب كرة قدم ياباني.
- 27 يونيو – كوهي هاياشي لاعب كرة قدم ياباني.[44]
- 27 يونيو – هارهيكو ساتو لاعب كرة قدم ياباني.
- 28 يونيو – جونيتشي أوكاموتو لاعب كرة قدم ياباني.

### يوليو
- 3 يوليو – ناوهيرو تامورا لاعب كرة قدم ياباني.
- 5 يوليو – تاكيفومي ساساكي لاعب كرة قدم ياباني.
- 5 يوليو – يوشي يسود لاعب كرة قدم ياباني.[45]
- 7 يوليو – ميسيا مغنية يابانية.[46]
- 13 يوليو – ناوتاكا تاكيد لاعب كرة قدم ياباني.
- 14 يوليو – ريوجي كاواإي لاعب كرة قدم ياباني.[47]
- 16 يوليو – ناوتو هيراي لاعب كرة قدم ياباني.[48]
- 19 يوليو – تاكويا ساتو لاعب كرة قدم ياباني.
- 20 يوليو – شينيا كاواشيما لاعب كرة قدم ياباني.[49]
- 23 يوليو – تاكاشي ميكي لاعب كرة قدم ياباني.[50]
- 23 يوليو – تاكاشي ياماموتو سباح ياباني.
- 23 يوليو – فومينوري كوماتسو
- 25 يوليو – تيتسويا يامازاكي لاعب كرة قدم ياباني.[51]
- 26 يوليو – يوهيي سوزوكي لاعب كرة قدم ياباني.[52]
- 27 يوليو – هيروكي إيتو لاعب كرة قدم ياباني.[53]

### أغسطس
- 8 أغسطس – تاكانوبو كوندو لاعب كرة قدم ياباني.
- 8 أغسطس – ناتسكو كواتاني[54]
- 10 أغسطس – ميجو أشيرو مؤدّية صوت يابانية.
- 19 أغسطس – ساتوشي تسوروؤوكا
- 20 أغسطس – تاكوجي ميوشي لاعب كرة قدم ياباني.[55]
- 20 أغسطس – تووراشي شيمازو لاعب كرة قدم ياباني.[56]
- 21 أغسطس – يوشيو كيتاغاوا لاعب كرة قدم ياباني.[57]
- 23 أغسطس – كوإيتشي هيكشي لاعب كرة قدم ياباني.
- 28 أغسطس – توشياكي هاجي لاعب كرة قدم ياباني.[58]

### سبتمبر
- 1 سبتمبر – ساكي ناكاجيما[59]
- 2 سبتمبر – ميتشيهارو أوتاكيري لاعب كرة قدم ياباني.[60]
- 4 سبتمبر – تاكاأو ياماأتشي لاعب كرة قدم ياباني.[61]
- 6 سبتمبر – هوماري ساوا لاعبة كرة قدم يابانية.[62]
- 7 سبتمبر – ماساكادز سينوما لاعب كرة قدم ياباني.[63]
- 8 سبتمبر – ماساهيرو كوغا لاعب كرة قدم ياباني.[64]
- 13 سبتمبر – تاكويا سودزومورا لاعب كرة قدم ياباني.
- 16 سبتمبر – ماسايا نيشيتاني لاعب كرة قدم ياباني.[65]
- 18 سبتمبر – تسوتومو كيتادي لاعب كرة قدم ياباني.[66]
- 22 سبتمبر – يوسوكي ناكاتاني لاعب كرة قدم ياباني.[67]
- 26 سبتمبر – إيجي مياشيتا
- 28 سبتمبر – موبا ناكاياما لاعب كرة قدم ياباني.

### أكتوبر
- 2 أكتوبر – أيومي هاماساكي[68]
- 2 أكتوبر – كاتسويا إيشيهارا لاعب كرة قدم ياباني.[69]
- 2 أكتوبر – يوتاكا نايدا
- 4 أكتوبر – شينيا هوشيد لاعب كرة قدم ياباني.
- 5 أكتوبر – كوهياي إينوايه لاعب كرة قدم ياباني.
- 5 أكتوبر – هيساشي هوريإيكي لاعب كرة قدم ياباني.
- 7 أكتوبر – كوجي فوجيكاوا لاعب كرة قدم ياباني.[70]
- 9 أكتوبر – كوسوكه كيتاني لاعب كرة قدم ياباني.[71]
- 11 أكتوبر – تاكويا كاواكتشي لاعب كرة قدم ياباني.[72]
- 18 أكتوبر – مينورو شيرايشي
- 18 أكتوبر – يوساكو تانيأوكو لاعب كرة قدم ياباني.
- 19 أكتوبر – كوتارو يامازاكي لاعب كرة قدم ياباني.[73]
- 21 أكتوبر – توشيهيكو يوشياما لاعب كرة قدم ياباني.[74]
- 22 أكتوبر – يوجي ناكاغاوا لاعب كرة قدم ياباني.[75]
- 25 أكتوبر – أن يونغ هاك لاعب كرة قدم كوري شمالي.[76]
- 29 أكتوبر – كوميكو هيجا مؤدّية صوت يابانية.[77]

### نوفمبر
- 8 نوفمبر – كيوسوكي يوشيكاوا لاعب كرة قدم ياباني.[78]
- 9 نوفمبر – شيرو ميوا[79]
- 10 نوفمبر – أكمي كاندا مؤدّية صوت يابانية.[80]
- 10 نوفمبر – كازوكي كورانوكي لاعب كرة قدم ياباني.[81]
- 13 نوفمبر – شينيا ساتو لاعب كرة قدم ياباني.[82]
- 15 نوفمبر – شيغيرو وبوكاتا لاعب كرة قدم ياباني.
- 15 نوفمبر – ماساكازو أشيدا لاعب كرة قدم ياباني.[83]
- 25 نوفمبر – رينغو شينا موسيقية يابانية.[84]
- 26 نوفمبر – جون فوكوياما[85]

### ديسمبر
- 1 ديسمبر – شوهي هاناتشي لاعب كرة قدم ياباني.[86]
- 3 ديسمبر – كوجي ساكاموتو لاعب كرة قدم ياباني.[87]
- 9 ديسمبر – شينغو موريتا لاعب كرة قدم ياباني.
- 10 ديسمبر – تورو ياسوتاكي لاعب كرة قدم ياباني.
- 18 ديسمبر – كوجي إيزومي لاعب كرة قدم ياباني.[88]
- 27 ديسمبر – يويشي ماسوكاوا مؤدّي صوت ياباني.
- 29 ديسمبر – شينيا ناسو لاعب كرة قدم ياباني.[89]
- 30 ديسمبر – ناأوهيكو أوكادا لاعب كرة قدم ياباني.

## وفيات

### مايو
- 30 مايو – تتسو كاتاياما (مواليد 1887) سياسي ياباني.[90]

### يونيو
- 2 يونيو – شوزو تسوجيتاني (مواليد 1940) لاعبو كرة قدم يابانيون.
- 12 يونيو – تاكيشي هارادا (مواليد 1899) لاعب كرة مضرب ياباني.

### ديسمبر
- 23 ديسمبر – ميزاو تاماي (مواليد 1903) لاعب كرة قدم ياباني.